# Сергіївка (Вершниця)
Сергіївка (рос. Сергеевка) — колишня колонія у Романівецькій волості Новоград-Волинського повіту Волинської губернії та село у Галівській сільській раді Новоград-Волинського району Волинської округи.
Лютеранське село, лежало за 10 км північно-східніше Новограда-Волинського. Належало до лютеранської парафії Новограда-Волинського. Була школа.

## Населення
Відповідно до результатів перепису населення Російської імперії 1897 року, загальна кількість мешканців села становила 619 осіб, з них: протестантів (німців) — 596, чоловіків — 296, жінок — 323.
Наприкінці 19 століття в колонії проживало 608 мешканців, дворів — 101, у 1906 році — 640 жителів, дворів — 84, у 1910 році — 635 осіб, у 1923 році — 750 мешканців, дворів — 113.

## Історія
Наприкінці 19 століття — колонія Романовецької волості Новоград-Волинського повіту, за 9 км від Звягеля (Новограда-Волинського).
У 1906 році — колонія Романовецької волості (2-го стану) Новоград-Волинського повіту Волинської губернії. Відстань до повітового центру, м. Новоград-Волинський, становила 8 верст, від волосного центру, с. Романівка — 11 верст. Найближче поштово-телеграфне відділення розміщувалося у Новограді-Волинському.
У 1923 році — сільце; включене до складу новоствореної Галівської сільської ради, яка, 7 березня 1923 року, увійшла до складу новоутвореного Новоград-Волинського району Житомирської (згодом — Волинська) округи. Розміщувалося за 7 верст від районного центру, м. Новоград-Волинський, та 1 версту — від центру сільської ради, сільця Гали.
На початку 1930-х років значилося у планах на зселення через будівництво Новоград-Волинського укріпленого району. Згодом — с. Вершниця.